# Bruna Marquezine
Bruna Reis Maia (Duque de Caxias, Río de Janeiro, 4 de agosto de 1995), conocida como Bruna Marquezine, es una actriz brasileña, que se hizo conocida por su primer personaje en telenovelas, a los 7 años, como Salete, en Mujeres apasionadas y se convirtió en la actriz infantil más premiada de Brasil.

## Biografía
Bruna Marquezine nació en Duque de Caxias, en el suburbio de Río de Janeiro, en 4 de agosto de 1995. Es hija de Neide y Telmo, tiene una hermana llamada Luana.

## Carrera

### 2000 - 2011: Carrera de niña y adolescente
Bruna Marquezine comenzó su carrera en televisión en 2002, participando en el programa de televisión infantil Gente Inocente para TV Globo.
En 2003, hizo una audición para interpretar a Salete Machado en la telenovela, Mujeres apasionadas. Marquezine fue elegida por los productores de TV Globo después de audicionar para el personaje. Ese mismo año, marcó su debut en el cine, interpretando a María en la película Xuxa Abracadabra.
En 2005, fue anunciada como parte del elenco de la telenovela brasileña América, interpretando a María Flor. Marquezine recibió críticas generalmente positivas por parte de los medios de comunicación por su participación en la serie. Después de finalizar el rodaje de la serie, se integró al elenco principal de Cobras & Lagartos, como Lurdinha.
En marzo de 2006, participó en la telenovela dramática Deseo prohibido, interpretando a María Augusta. En 2008, interpretó a Flor de Lys en La Empresa China.
En 2010, encarnó a Teresinha en la telenovela Río del destino. En 2011, fue elegida para interpretar el personaje de Beleza en la serie brasileña Aquel beso.

### 2012 - 2018: Personajes adultos y destacados
En 2012 interpretó al personaje de Lurdinha en la trama de las 21 horas La guerrera. La serie fue grabada entre Río de Janeiro, Estambul y Capadocia. Según la actriz, en este mismo momento consideró renunciar a su carrera por la objetivación de su cuerpo. Lo que la ayudó a cambiar de opinión fue la red de apoyo que encontró en otras actrices de TV Globo, como Cássia Kis y Vanessa Gerbeli.
En 2014, fue invitada por el autor Manoel Carlos para interpretar al personaje tradicional Helena Fernandes Machado y Luiza, en la segunda fase de la telenovela La sombra de Helena. En la tercera y principal fase de la telenovela, interpretó a Luiza, hija de la protagonista Helena (ahora interpretada por Júlia Lemmertz). Por su interpretación en la serie fue nominada como "Mejor Actriz" en los Meus Prêmios Nick, en el Prêmio Contigo! y en el Prêmio Extra de Televisão.
En 2015, fue elegida para protagonizar la telenovela I Love Paraisópolis, interpretando a Marizete da Silva Antunes. Ese mismo año, se trasladó a Los Ángeles y Londres para participar en el rodaje de la película musical Breaking Through, dirigida por John Swetnam.
En 2016, participó en la serie de televisión, Nada será como antes. Marquezine interpretó a Beatriz Dos Santos y su personaje en la serie le valió para obtener una nominación a "Mejor Actriz Nacional" en los Capricho Awards.
En 2018, interpretó a la villana Catarina Vila Real, Princesa de Artena en la serie de ciencia ficción original de TV Globo, Deus Salve o Rei. La serie se transmitió desde el 9 de enero de 2018 y hasta el 30 de julio de 2018 en Brasil y Latinoamérica.

### 2019-presente: Salida de Globo, moda y otros proyectos

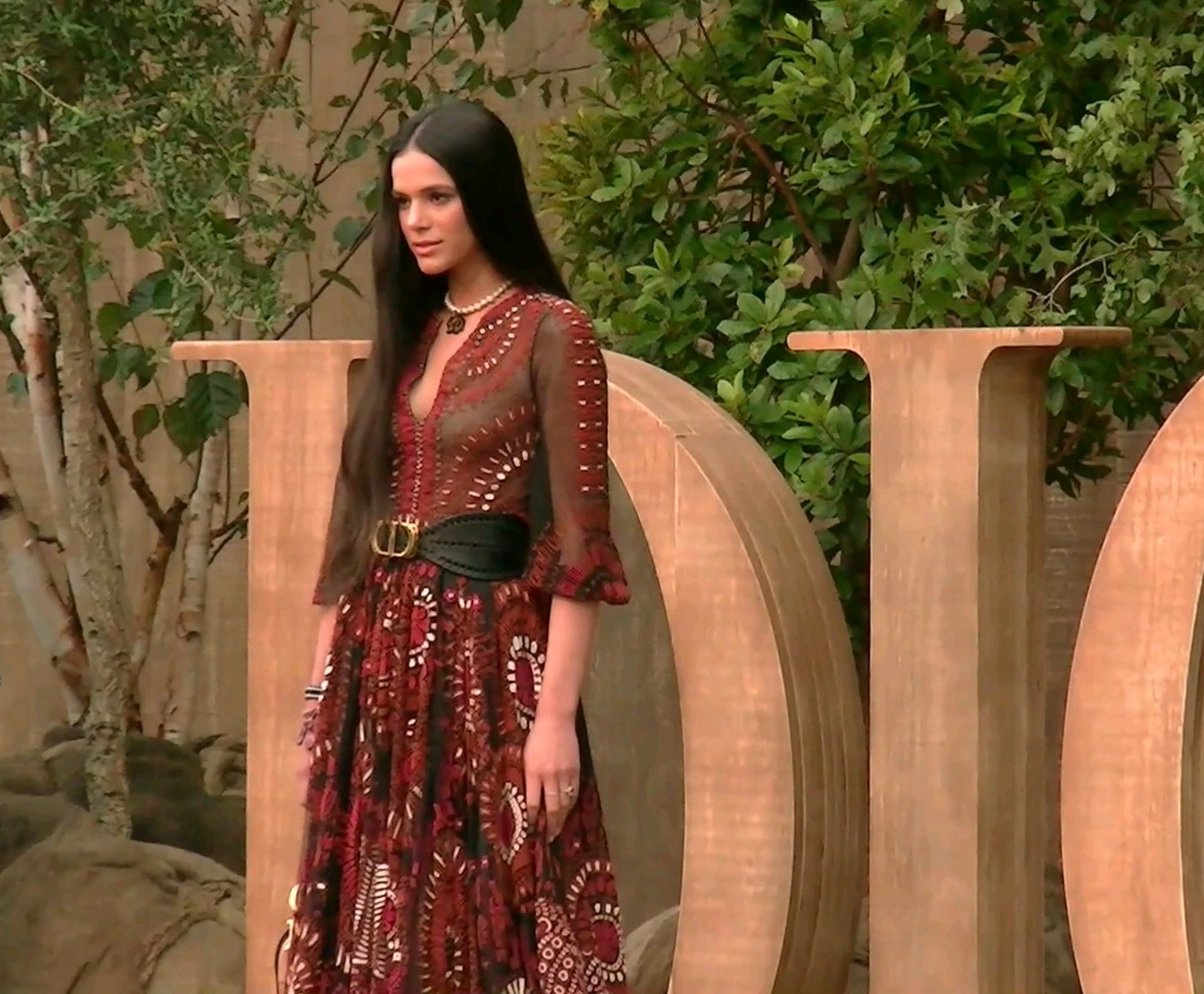
Bruna Marquezine en el desfile de Dior, en París (2019)

En 2019 protagonizó película dramática Vou Nadar até Você, película de Klaus Mitteldorf que se proyectó en el 47° Festival de Cine de Gramado, donde dio vida al personaje de Ophelia.
Tomando un descanso de la televisión, se convirtió en una habitual de desfiles de moda como la Semana de la Moda de Nueva York, la Semana de la Moda de Milán y la Semana de la Moda de París. Poco después, Bruna ha trabajado con marcas como Miu Miu, Puma, Alberta Ferretti, Hugo Boss, Chopard, Prada, Isabel Marant, Intimissimi, Dolce & Gabbana, Adidas y Tiffany & Co.. Bruna se convirtió en una presencia marcada en los desfiles de las principales marcas de moda como Givenchy, YSL, Prada, Burberry y Versace.
En 2019, optó por no renovar su contrato con TV Globo después de 17 años, ya que quería hacer otro tipo de trabajos, como series y películas, mientras que TV Globo es conocida por sus grandes producciones de telenovelas. Su primer trabajo para Netflix sería en la serie Conquest, producida por Keanu Reeves, grabada en países como Brasil, Hungría y Uruguay, pero que vio interrumpida su producción por la pandemia del covid-19.
Bruna Marquezine fue nombrada como uno de los 14 talentos globales por la revista Vogue cuando la revista eligió 14 talentos de diferentes países, contando que Bruna navegó el peligroso viaje de estrella infantil a grandes telenovelas.
En de noviembre de 2020, la Netflix brasileña anunció a Marquezine como la nueva contratación del servicio de transmisión. La semana siguiente la compañía anunció que la actriz interpretaría al personaje de Liz en la serie Maldivas, que se estrenó en junio de 2022. 
Luego de decir en una entrevista que quedó segunda en la prueba para interpretar a Supergirl en la película del The Flash, el 8 de marzo de 2022 Bruna Marquezine fue anunciada como Jenny Kord, protagonista femenina de la película Blue Beetle, del universo cinematográfico de DC Comics, siendo la primera actriz brasileña en lograr un papel destacado en Hollywood. Blue Beetle se estrenó en agosto de 2023.

## Vida personal
Su nombre de nacimiento es Bruna Reis Maia, habiendo adoptado el apellido Bruna Marquezine como homenaje a su abuela, de ascendencia italiana. La artista nació en Duque de Caxias, en las cercanías de la capital Río de Janeiro, donde vivió hasta los 13 años, cuando se mudó con sus padres y hermana a Barra da Tijuca, Río de Janeiro.
En febrero de 2013, Marquezine asumió una relación con el futbolista Neymar, que duró hasta octubre de 2018.
En 2016, Bruna Marquezine se convirtió en la madrina de IKMR, una ONG que opera en Brasil desde 2012 dedicada a los niños refugiados, principalmente de la Guerra de Siria. Bruna pasó dos semanas en Medio Oriente conociendo la realidad de los refugiados sirios y brindando apoyo a la institución que patrocina y al ACNUR. Desde entonces, todos los años la actriz celebra la Navidad en su casa, con niños refugiados, además de promover eventos benéficos para recaudar fondos para la institución.
En noviembre de 2018, Bruna fue la ganadora en la categoría It Girl del premio "man of the year", promovido por la revista GQ de Portugal. En su discurso, la actriz explicó que el título “‘It girl’” representa a una joven que influye en otras personas no solo a través de la moda, su forma de vestir, sino también su forma de pensar, lo que representa.

## Filmografía

### Televisión
| Año  | Título                | Personaje                              |
| ---- | --------------------- | -------------------------------------- |
| 1999 | Gente Inocente        | Ella misma                             |
| 2003 | Mujeres apasionadas   | Salete Machado                         |
| 2005 | América               | María Flor                             |
| 2006 | Cobras & Lagartos     | Lurdes Padilha (Lourdinha)             |
| 2007 | Deseo prohibido       | María Augusta Mendonça                 |
| 2008 | Negócio da China      | Flor de Lys Silvestre                  |
| 2010 | Río del destino       | Terezinha                              |
| 2011 | Aquele Beijo          | Beleza Maria Falcão (Belezinha)        |
| 2012 | La guerrera           | Lurdes Maria Mendonça (Lurdinha)       |
| 2014 | La sombra de Helena   | Luiza Fernandes Machado                |
| 2014 | La sombra de Helena   | Helena Fernandes Machado (2 fase)      |
| 2015 | I Love Paraisópolis   | Marizete da Silva Antunes (Mari)       |
| 2016 | Nada Será Como Antes  | Beatriz dos Santos                     |
| 2018 | Deus Salve o Rei      | Catarina Vila Real, Princesa de Artena |
| 2020 | MTV Millennial Awards | Presentadora                           |
| 2022 | Maldivas (serie)      | Liz                                    |

### Cine
| Año  | Título                                   | Personaje       |
| ---- | ---------------------------------------- | --------------- |
| 2003 | Xuxa Abracadabra                         | María           |
| 2004 | Xuxa e o Tesouro da Cidade Perdida       | Manhã           |
| 2005 | Mais Uma Vez Amor                        | Mariana (Mari)  |
| 2009 | Xuxa e o Mistério de Feiurinha           | Bruxa Belezinha |
| 2009 | Flordelis - basta uma palavra para mudar | Rayane          |
| 2013 | Xphobia                                  | Samantha        |
| 2015 | Breaking Through                         | Roseli          |
| 2019 | Vou Nadar até Você                       | Ophelia         |
| 2023 | Blue Beetle                              | Jenny Kord      |

## Teatro
- 2003 - Cosquinha

## Premios y nominaciones
| Año  | Premio                                   | Trabajo              | Categoría               | Resultado |
| ---- | ---------------------------------------- | -------------------- | ----------------------- | --------- |
| 2003 | Prêmio Qualidade Brasil - Río de Janeiro | Mujeres apasionadas  | Actriz Revelación       | Ganadora  |
| 2003 | Premio a Lo Mejor del Año Brasil         | Mujeres apasionadas  | Mejor Actriz            | Ganadora  |
| 2003 | Troféu Leão de Ouro                      | Mujeres apasionadas  | Actriz Revelación       | Ganadora  |
| 2003 | Troféu Imprensa                          | Mujeres apasionadas  | Revelación del Año      | Ganadora  |
| 2004 | Prêmio Contigo! de TV                    | Mujeres apasionadas  | Mejor Actriz Infantil   | Ganadora  |
| 2005 | Premio a Lo Mejor del Año Brasil         | América              | Actriz Infantil del Año | Ganadora  |
| 2005 | Prêmio ABL                               | América              | Actriz Infantil del Año | Nominada  |
| 2005 | Prêmio Extra de Televisão                | América              | Actriz Infantil del Año | Nominada  |
| 2008 | Premio a Lo Mejor del Año Brasil         | La Empresa China     | Mejor Actriz Infantil   | Ganadora  |
| 2012 | Prêmio Contigo!                          | Aquel beso           | Mejor Actriz de TV      | Nominada  |
| 2012 | Capricho Awards                          | Aquel beso           | Mejor Actriz de TV      | Nominada  |
| 2013 | Prêmio Extra de Televisão                | La guerrera          | Ídolo Teen              | Nominada  |
| 2013 | Capricho Awards                          | Ella misma y Neymar  | Pareja Favorita del Año | Nominada  |
| 2013 | Meus Prêmios Nick                        | Ella misma           | Estrella del Año        | Nominada  |
| 2014 | Prêmio Extra de Televisão                | La sombra de Helena  | Mejor Actriz del Año    | Nominada  |
| 2014 | Prêmio Contigo! de TV                    | La sombra de Helena  | Mejor Actriz del Año    | Nominada  |
| 2014 | Capricho Awards                          | La sombra de Helena  | Mejor Actriz Nacional   | Nominada  |
| 2014 | Capricho Awards                          | Ella misma y Neymar  | Pareja favorita         | Nominada  |
| 2015 | Meus Prêmios Nick                        | La sombra de Helena  | Actriz Favorita         | Nominada  |
| 2016 | Capricho Awards                          | Nada Será Como Antes | Mejor Actriz Nacional   | Nominada  |
| 2018 | Man Of The YearGQ Portugal               | Ella misma           | It Girl                 | Ganadora  |
| 2019 | MTV Millennial Awards                    | Ella misma           | Icone MIAW              | Ganadora  |
| 2020 | MTV Millennial Awards                    | Ella misma           | Inspiración del Año     | Nominada  |